# Gorew-Insel
Die Gorew-Insel (russisch Остров Горева Ostrow Gorewa) ist eine kleine Insel vor der Küste des ostantarktischen Königin-Marie-Lands. In der Gruppe der Haswell-Inseln liegt sie zwischen der Buromski- und der Porjadin-Insel.
Teilnehmer der Australasiatischen Antarktisexpedition (1911–1914) unter der Leitung des australischen Polarforschers Douglas Mawson entdeckten und kartierten sie. Eine neuerliche Kartierung und die Benennung nahmen Wissenschaftler einer sowjetischen Antarktisexpedition im Jahr 1956 vor. Namensgeber ist Dmitri Semjonowitsch Girew [sic] (1889–1932), russischer Hundeschlittenführer bei der Terra-Nova-Expedition (1910–1913) unter der Leitung des britischen Polarforschers Robert Falcon Scott.